# Erick Scott
Erick Arnoldo Scott Bernard (21 de maio de 1981) é um futebolista profissional costarriquenho que atua como atacante.

## Carreira
Erick Scott representou a Seleção Costarriquenha de Futebol nas Olimpíadas de 2004.